# Адолф Ернст фон Лимбург-Щирум
Адолф Ернст фон Лимбург-Щирум (на немски: Adolf Ernst von Limburg-Styrum; * 1622; † 3 октомври 1657 в Шонен при Каторп в Сконе) е благородник от фамилията на графовете на Лимбург-Щирум, граф на Лимбург и Бронкхорст и чрез наследство от 1644 г. господар на Господство Гемен.

## Биография
Той е вторият син на граф Херман Ото I фон Лимбург-Щирум (1592 – 1644) и съпругата му Анна Магдалена, фрайин Шпиз фон Бюлесхайм цу Фрехен (ок. 1600 – 1659), дъщеря на фрайхер Адам Херман фон Шпиз-Бюлесхайм († 1608) и Франциска фон Мюнстер.
Той става офицер във войската на курфюрст Фридрих Вилхелм фон Бранденбург. През 1651 г. е командир на полковник Адолф Ернст и отива във войската на Дания, която планува да нападне Швеция.
Адолф Ернст е убит на 3 октомври 1657 г. при нападение на Шонен близо до Каторп в Сконе.

## Фамилия
Адолф Ернст се жени на 10 май 1644 г. за графиня Мария Изабела фон Велен/Фелен-Меген (* ок. 1617; † 27 февруари 1692), дъщеря на императорския генералфелдмаршал Александер II фон Велен-Меген цу Раезфелд (1599 – 1675) и гарфиня Александрина Амстенрает цу Хуйн и Гелен (1594 – 1654). Нейната зестра са 12 000 имперски талери. Те имат десет деца:
- Мария Вилхелмина Амалия (* 1645; † 26 юни 1730)

∞ 1676 Карл Лудвиг фон Зинцендорф (* 1652; † 7 април 1722)
- Херман Ото II (* 1 април 1646; † 8 юли 1704)

∞ 1678 Шарлота Амалия графиня фон Велен/Фелен и Менген (* 30 септември 1662; † 26 октомври 1727)
- Александрина Мария (* 15 август 1647; † 6 октомври 1647)
- Шарлота Урсула (* ок. 1651; † 8 септември 1699)

∞ 14 май 1692 граф Христоф Дитмар цу Шаленберг (* 1646; † 8 февруари 1708)
- Максимилиан Вилхелм (* ок. 1653; † 1728)

∞ Мария Анна фон Рехберг Ротенльовен * юни 1661; † 20 ноември 1738)
- Анна Изабела (* ок. 1654; † 23 май 1723)

1. ∞ 5 август 1678 граф Ернст Вилхелм фон Бентхайм-Щайнфурт (* 6 декември 1623; † 26 август 1693)
2. ∞ 6 февруари 1701 Йохан Оксенстиерна аф Кронсборг (* 2 януари 1666; † 16 февруари 1733)
- Адолф (* 1655; † 1657/1658)
- Готфрид Фердинанд Мориц (* 1656; † 5 август 1677)
- Адолфина Ернестина (* 1657; † 11 юли 1688)

∞ 12 май 1686 Фердинанд Йозе фон Райнщайн-Тетенбах и Фалей (* 13 ноември 1659; † 2 октомври 1712)
- Вилхелмина Амалия († 26 юли 1722), омъжена

∞ за граф Карл Лудвиг фон Зинцендорф († 1722)